# Maison au 7, rue du Maréchal-Joffre à Rouffach
La maison au 7, rue du Maréchal-Joffre est un monument historique situé à Rouffach, dans le département français du Haut-Rhin.

## Localisation
Ce bâtiment est situé au 7, rue du Maréchal-Joffre à Rouffach.

## Historique
L'édifice fait l'objet d'une inscription au titre des monuments historiques depuis 1929.

## Architecture

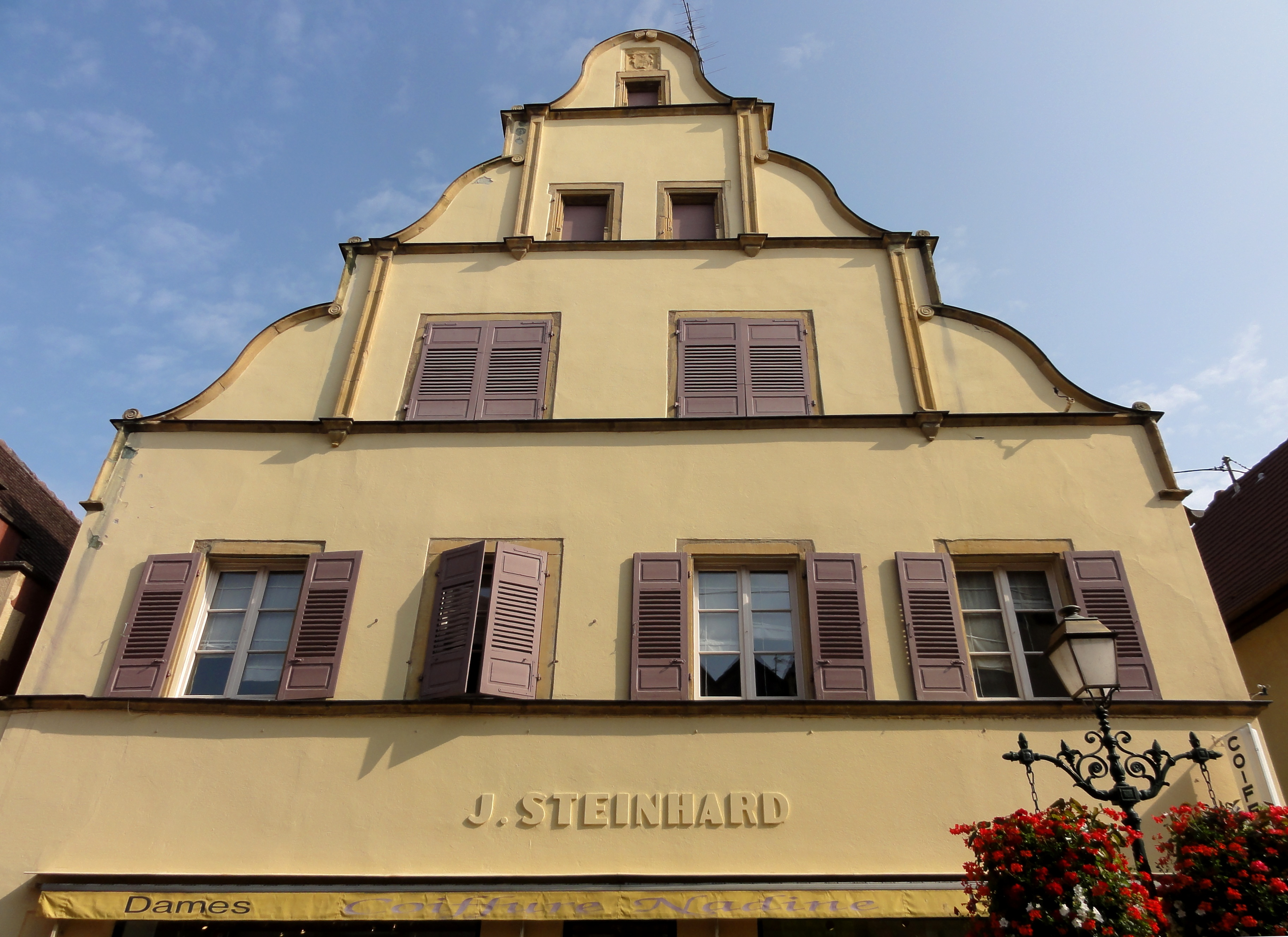